# المباني المدرجة في بولتون لو فيلدي

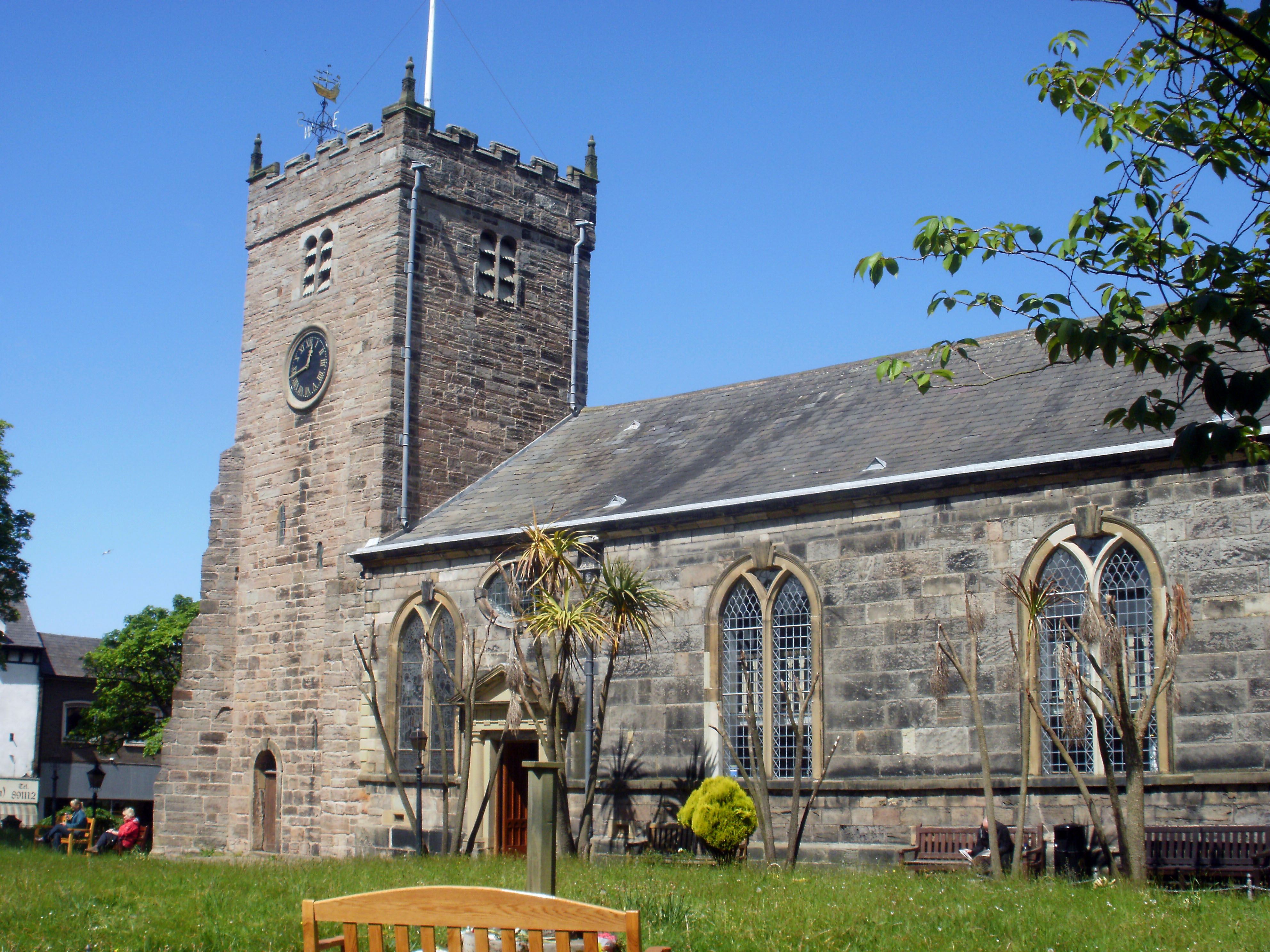
كنيسة القديس تشاد مدرجة في الصف الثاني

بولتون لو فيلدي هي مدينة سوق في منطقة واير في لانكشاير ، إنجلترا ، وتقع على سهل ساحلي يسمى . هناك 16 مبنى وهيكلاً في المدينة تم إدراجها من قبل وزير الدولة للثقافة والأولمبياد والإعلام والرياضة على أنها ذات أهمية معمارية أو تاريخية أو ثقافية خاصة. مصنفة من الدرجة الثانية * ، لا يوجد في بولتون لو فيلدي مبانٍ مدرجة من الدرجة الأولى.  التصنيف من الدرجة الثانية * خاص بكنيسة القديس تشاد . توجد أدلة مكتوبة على وجود كنيسة في الموقع منذ عام 1094 ، على الرغم من أنه ربما تم بناؤها في وقت سابق.  أصبحت كنيسة الرعية الأنجليكانية في وقت الإصلاح وأعيد بناؤها في القرن الثامن عشر. 

## المباني والهياكل المدرجة
| رتبة          | المعايير                                    |
| ------------- | ------------------------------------------- |
| رتبة الثاني * | مباني مهمة بشكل خاص ذات أهمية خاصة          |
| رتبة ثانيًا    | المباني ذات الأهمية الوطنية والمصالح الخاصة |

قائمة المباني والمنشآت
| صورة | اسم وموقع                    |
| ---- | ---------------------------- |
|      | كنيسة القديس تشاد            |
|      | 1 طريق فيكاراج               |
|      | 2 سوق                        |
|      | 4 و 6 و 10 كوين سكوير        |
|      | سوق 25 و 27 و 29 و 31        |
|      | كنيسة القديس يوحنا           |
|      | نهاية الكوخ والمزرعة القديمة |
|      | أحجار السمك                  |
|      | مزرعة فوكس                   |
|      | كشك الهاتف K6                |
|      | القصر                        |
|      | تقاطع السوق                  |
|      | الكوخ القديم                 |
|      | مخازن                        |
|      | مكان الجلد                   |
|      | نصب تذكاري للحرب             |